# Marián Ľalík
Marián Ľalík (* 7. února 1972, Detva) je bývalý slovenský fotbalový záložník.

## KTO JE MARIÁN ĽALÍK
Narodil sa 7. februára 1972 v Detve. V rodnom meste hrával do roku 1990, kým neprestúpil do Interu Bratislava. Ako 18-ročného si ho vytiahol do mužstva, ktoré hralo federálnu ligu, už nebohý tréner Jozef Adamec. Postupne si obliekal dresy Banskej Bystrice, Bardejova, 1. FC Košice, Lokomotívy Košice, znova Bardejova, Sparty Praha, vrátil sa späť do Bardejova a následne i do Interu, v drese ktorého sa tešil z dvoch titulov a dvoch triumfov v Slovenskom pohári.
Začiatkom roka 2002 sa začala jeho legionárska etapa. Najprv v gréckom Panioniose pod vedením Jozefa Bubenka, následne v tureckom Adanaspore, cyperskom Arise Limassol a kariéru ukončil v roku 2006 v tíme Niki Volos v Grécku.
Na svojom konte má jeden duel v skupinovej fáze Ligy majstrov, keď v drese Sparty nastúpil na 19 minút proti AC Parma (0:0). V drese Interu si v predkole Ligy majstrov či v Pohári UEFA zahral proti Olympique Lyon, Rosenborgu Trondheim, Rode Kerkrade, FC Nantes či Rapidu Viedeň, ktorému strelil svoj jediný gól v európskych pohároch.
S manželkou Beátou majú 22-ročného syna Róberta a 11-ročnú dcéru Sophiu.

## Fotbalová kariéra
V československé lize hrál za Inter ZŤS Slovnaft Bratislava a Duklu Banská Bystrica. Nastoupil ve 25 ligových utkáních a dal 1 gól. V české lize hrál za AC Sparta Praha, nastoupil v 1 ligovém utkání. Dále hrál za Partizán Bardejov, 1. FC Košice, FC Lokomotíva Košice,, Panionios GSS, Adanaspor, Aris Limassol a Niki Volos. V Lize mistrů UEFA nastoupil v 9 utkáních a v Evropské lize UEFA v 10 utkáních a dal 1 gól.

## Ligová bilance
| Ročník                                   | Zápasy | Góly | Klub                          |
| ---------------------------------------- | ------ | ---- | ----------------------------- |
| 1. československá fotbalová liga 1990/91 | 15     | 0    | Inter ZŤS Slovnaft Bratislava |
| 1. československá fotbalová liga 1991/92 | 10     | 1    | Dukla Banská Bystrica         |
| Gambrinus liga 1997/98                   | 1      | 0    | Sparta Praha                  |
| Mars superliga 1999/00                   | -      | 9    | AŠK Inter Slovnaft Bratislava |
| CELKEM 1. liga                           | 26     | 1    |                               |